# Rafael García Mahíques
Rafael García Mahíques (Llocnou de Sant Jeroni, 1954) és un historiador valencià, catedràtic d'Història de l'Art a la Universitat de València, i investigador principal del grup d'investigació APES, especialitzat en iconografia de la tradició cristiana. És president de la Sociedad Española de Emblemàtica des de 2005, des d'on ha fundat la revista científica Imago: Revista de Emblemàtica i Cultura Visual, editada per la Universitat de València, tant en format imprès com digital, de la qual és també director. Així també forma part del comitè de redacció de la revista Acta Artis: Estudis d'art Modern . i membre del comitè científic de la revista Eikón Imago de la Universidad Complutense de Madrid.
Les seves principals línies o àmbits de recerca són Iconografia i Iconologia, Emblemàtica, Cultura visual i Patrimoni artístic.

## Obra
- García Mahíques, R. Iconografía e Iconología. Vol. 1. La Historia del arte como Historia cultural. Ediciones Encuentro. p. 496. ISBN 978-84-7490-918-0.
- García Mahíques, R. Iconografía e Iconología. Vol. 2. Cuestiones de método. Ediciones Encuentro. p. 376. ISBN 978-84-7490-968-5.